# First Vienna FC 1894
First Vienna FC 1894 este un club de fotbal fondat în 1894 în districtul Dobling din nordul Vienei care joacă în Fußball-Regionalliga Ost[*]. Clubul este cunoscut și sub forma apelativului "Vienna".

## Istoric
După 1890, grădinarii austrieci și englezi care lucrau pe terenurile Nathaniel Anselm von Rothschild au început să joace fotbal. Pentru a evita anumite distrugeri acesta a donat un teren și costume galben-albastre de la jockei care făceau echitație. Jucătorul manx, William Beale a conceput logo-ul echipei triskelion. Culorile galben-albastru încă sunt păstrate de Vienna. 
Primul meci a fost împotriva concitadinei Vienna Cricket and Football-Club - Cricketer la 15 noiembrie 1894, încheiat cu o înfrângere 0 - 4. Rivalitatea Vienna - Cricketer, a ținut până în 1936, când Vienna Cricket and Footbal Club s-a desființat.
Odată cu fondarea Cupei Challenge s-a creat o adevărată competiție fotbalistică în Austro-Ungaria. First Viena FC 1894 a participat în Cupa Challenge reușind să o cucerească de două ori consecutiv în 1899 și 1900.
De altfel Vienna a fost membru fondator al Budesligii fondate în 1911. La finele sezonului 1913-14, Vienna a retrogradat, revenind în primul eșalon în 1919-20.
Anii de glorie ai clubului a fost cu precădere anii '30. Mai întâi, Vienna a cucerit două cupe consecutive în 1929 și 1930, pentru ca în 1931 să câștige titlul național și Cupa Mitropa. Cel de-al doilea titlu național avea să vină în 1933 iar cea de-a treia cupă în 1937.

## Palmares
- Bundesliga (6): 1931, 1933, 1942, 1943, 1944, 1955
- Cupa Austriei (3): 1929, 1930, 1937
- Cupa Germaniei: 1943
- 2 Cupa Challenge 1899, 1900
- 1 Cupa Mitropa 1931
- 2 Cupa Intertoto 1988, 1990